# Фрик

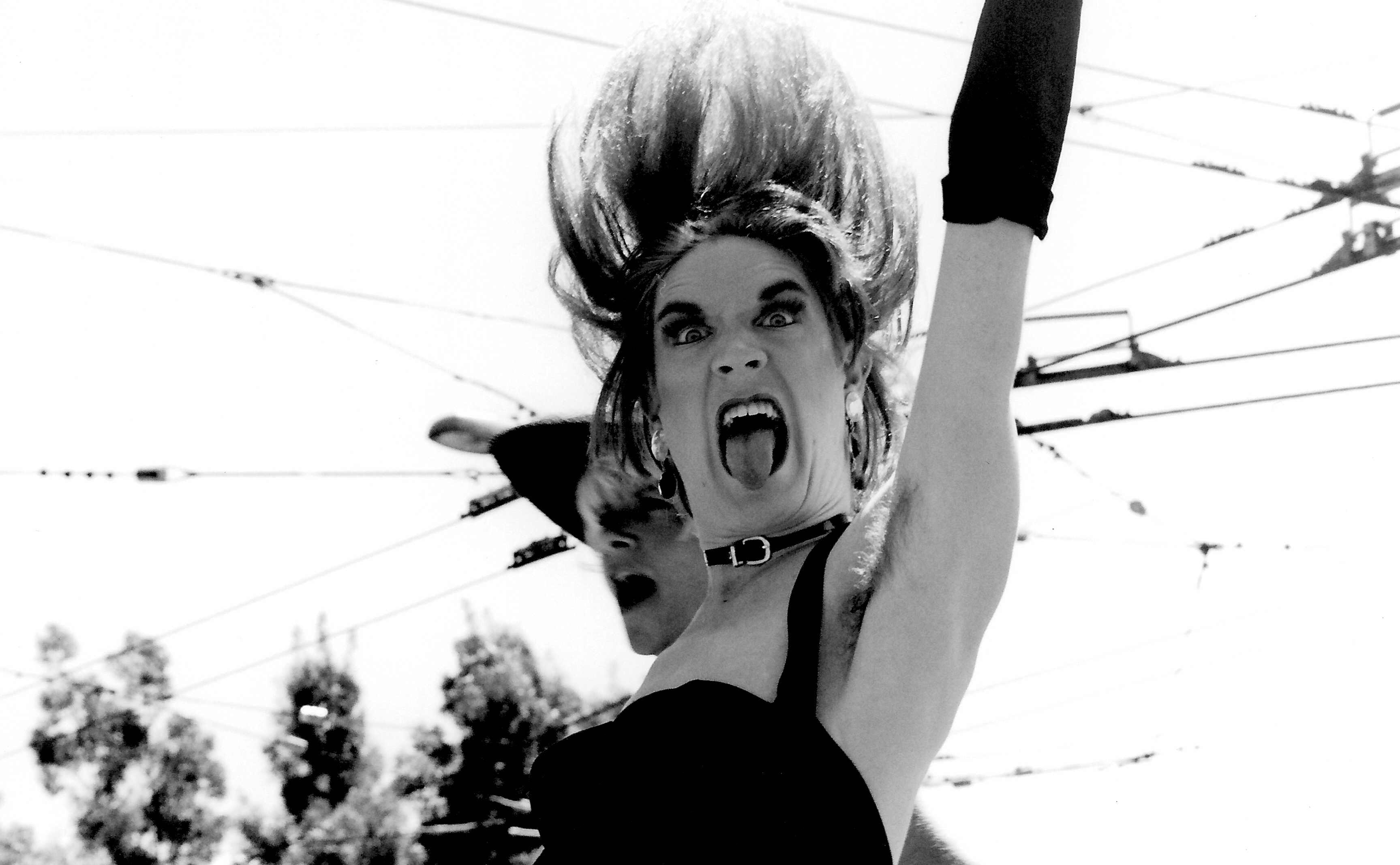

Фрик (від англ. Freak) — фанатик, людина, схиблена на чомусь.

## Особливості
У фрик-субкультурі — людина, що відрізняється яскравим, незвичайним, екстравагантним зовнішнім виглядом і зухвалою (найчастіше епатажною) поведінкою, а також володіє неординарним світоглядом, який є результатом відмови від соціальних стереотипів. Інколи або й нерідко фрик — це форма поведінки, маска, яка дозволяє входити в певні соціуми або формально відповідати їм, мімікруючи їхні особливості.

## Поширення в соціумах
Фриків виділяють в окрему субкультуру. Також фриками часто виглядають люди творчих професій — музиканти, художники, поети, фотографи, письменники, політики, науковці тощо.
Найчастіше фрик-культура захоплює людей в період їхнього становлення, коли вони своєю поведінкою та (або) зовнішнім виглядом намагаються самовиразитися або привернути до себе увагу. З віком це, як правило, проходить.